# Elizabeth Fonseca Corrales
Elizabeth Bernardita Fonseca Corrales (Heredia, 20 de agosto de 1949), es una historiadora y política costarricense. Es Doctora en Historia y Sociedad Americanas por la Universidad de París. Fue diputada de la Asamblea Legislativa de Costa Rica para el período 2006-2010 por el Partido Acción Ciudadana, representando la provincia de San José, Presidenta de su partido iniciando sus funciones a partir del 1 de mayo de 2010, y ministra de Cultura y Juventud durante la administración de Luis Guillermo Solís.

## Investigaciones y publicaciones
Ha sido autora y coautora de varias publicaciones, entre ellas: 
- “Juan Manuel de Cañas”,
- “Costa Rica colonial. La tierra y el hombre”,
- “Historia de un pueblo indígena: Tucurrique”,
- “Historia. Teoría y métodos”
- “Historia General de Centroamérica. Tomo II”,
- “Centroamérica. Su historia”.
- “Costa Rica en el Siglo XVIII”.

## Reconocimientos y afiliaciones
- Premio Nacional “Aquileo J. Echeverría”, en la rama de Historia, en 1984.
- Premio “Cleto González Víquez”. Academia de Geografía e Historia, en 1984.
- Catedrática de la Universidad de Costa Rica, en abril de 1986.
- Académica de la Academia de Geografía e Historia de Costa Rica.
- Académica correspondiente de las Academias de Geografía e Historia de Argentina, Venezuela, Guatemala y Portugal.

## Carrera política
En el campo político, es miembro fundadora del Partido Acción Ciudadana. Electa diputada por San José en las elecciones de 2006. Coordinadora de la comisión de Estudios y Programas. Responsable de las comisiones temáticas que elaboraron la Convocatoria a las y los costarricenses (2001) y Convocatoria a la Ciudadanía (2005).
El 17 de abril de 2010 es electa por la Asamblea Nacional del Partido Acción Ciudadana como Presidenta del Partido, puesto que había dejado vacante por renuncia Alberto Cañas Escalante. Fonseca Corrales consiguió el puesto con el voto de 33 de los 52 asambleístas. Los otros 19 dieron su apoyo al médico Rodrigo Cabezas. Su gestión inicia a partir del 1 de mayo de 2010, cuando deja el puesto de Diputada en la Asamblea Legislativa.
Fue ministra de Cultura y Juventud en la administración Solís Rivera durante un poco más de un año pero debió renunciar a raíz de los problemas administrativos presentados por el FIA 2015, que llevaron también a la salida de dos viceministros y del director del Centro de Promoción de las Artes y la Cultura, Inti Picado. 